# Anton Kangel

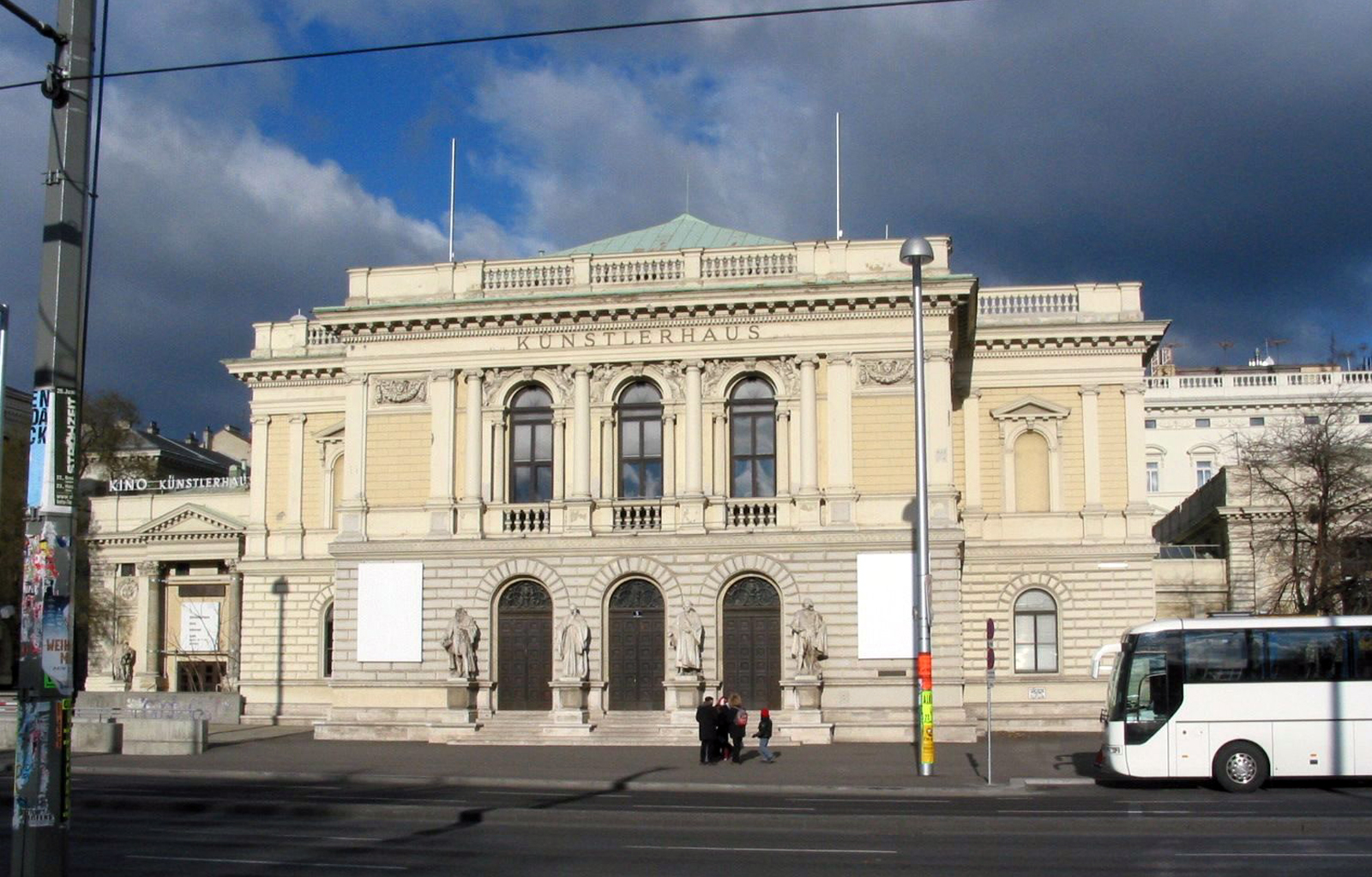
Künstlerhaus Wien

Anton Kangel (* 29. März 1825 in Wien; † 30. Oktober 1902 in Purkersdorf) war ein österreichischer Bildhauer und Wiener Kommunalpolitiker.

## Leben und Wirken
Über Anton Kangels Werdegang ist wenig bekannt, doch wird er in einem Verzeichnis der Wiener Gemeindeverwaltung aus dem Jahr 1886 als „Bürger, akademischer Bildhauer und Hauseigenthümer“ bezeichnet.
Kangel war an der Ausschmückung diverser Monumentalbauten in Wien beteiligt. Unter anderem arbeitete er an der Gestaltung des Bank- und Börsengebäudes und der Kreditanstalt mit, ferner am Schmuck des Künstlerhauses, mit dem er bis zum November 1867 beschäftigt war. Kangel gehörte zu den Gründern und Mitgliedern des Künstlerhauses; auf einer Marmortafel im Ranftlzimmer des Künstlerhauses findet sich sein Name.
1873 zeigte er auf der Weltausstellung in Wien eine Münzenkassette aus Ebenholz, die allerdings im Amtlichen Bericht über die Wiener Weltausstellung mit den trockenen Worten kommentiert wurde, sie lasse, wie auch einige Arbeiten von Kangels österreichischen Kollegen, „nur zu sehr den Abstand erkennen […], um den die Wiener Holzbildhauer noch hinter den Florentinern und Sienensern zurückgeblieben“ seien.
Kangel gehörte lange Zeit dem Wiener Gemeinderat an und war unter anderem Mitglied der Kommission zum Bau des neuen Rathauses in Wien sowie der Kommission zur Gestaltung der Säkularfeier der Befreiung Wiens von den Türken. Der Gemeinderat hatte im Dezember 1882 beschlossen, nach Fertigstellung des Rathauses dort eine historische Ausstellung zu diesem Thema zu veranstalten. Diese Ausstellung wurde am 12. September 1883 von Kaiser Franz Joseph eröffnet und umfasste über 1300 Exponate zur Zweiten Wiener Türkenbelagerung. Diese Objekte wurden später in die Städtische Schausammlung übernommen, aus der dann das Historische Museum der Stadt Wien, mittlerweile Wien Museum genannt, hervorging. Die Säkularfeier sollte eigentlich nur bis zum 15. Oktober 1883 dauern, wurde aber wegen des großen Besucherandrangs bis zum 5. November verlängert.